# Конрад II (Вормс)
Конрад фон Щернберг (на немски: Konrad II, Konrad von Sternberg; † 18 януари 1192) е като Конрад II епископ на Вормс (1171 – 1192) и построява днешното западно крило на катедралата във Вормс.

## Биография
Фамилията му Щернберг е роднина с графовете на Шваленберг и с франкските графове на Хенеберг. Не е известно кой е баща му. Неговият племенник Леополд II фон Шьонфелд († 1217) е епископ на Вормс (1196 – 1217) и архиепископ на Майнц (1200 – 1208).
Роднина е на Бертхолд II фон Щернберг († 1287), епископ на Вюрцбург (1271 – 1287), на Гюнтер фон Хенеберг († 1161), от 1146 г. епископ на Шпайер, Гебхард фон Хенеберг (1122 – 1159), от 1150 г. епископ на Вюрцбург, Конрад II фон Щернберг († 1277), архиепископ на Магдебург, на Фолквин V фон Шваленберг († 1293), епископ на Минден, Гюнтер фон Шваленберг († 1311), архиепископ на Магдебург, епископ на Падерборн, и на Симон фон Щернберг († 1389), епископ на Падерборн.
Конрад фон Щернберг е пропст на манастир Св. Кириак във Вормс-Нойхауз. Той е в много близки отношения с император Фридрих Барбароса, който през 1171 г. го поставя за епископ на Вормс. Императорът го изпраща същата година в Константинопол, за да води преговори за планувана женитба на неговия син с дъщеря на източно-римския император Мануил I Комнин.
В края на 1176 г. Конрад придружава отлъчения от църквата от 1160 г. владетел в Рим, за да се изясни проблема с папа Александер III. През 1177 г. Конрад помага за тяхното сдобряване. В Германия императорът често е при него във Вормс. През 1179 г. Конрад II е помазан за епископ по време на „Третия концил в Латеран“.
Конрад II построява между 1171 и 1181 г. съществуващото днес западно крило на катедралата във Вормс и на 2 май 1181 г. тържетвено освещава катедралата в присъствието на императора. При посещенията си във Вормс Фридрих Барбароса дава през 1184 г. на града големи привилегии.
Конрад II умира на 18 януари 1192 г. и е погребан в каменен саркофаг пред олтара в построеното от него западно крило на катедралата. През 1886 г. при разкопки намират комплект запазените му останки.